# Vela Dajnica
Vela Dajnica je nenaseljeni otočić u hrvatskom dijelu Jadranskog mora.
Njegova površina iznosi 0,021 km². Dužina obalne crte iznosi 0,54 km.